# أدولف أندرسن
أدولف أندرسن (1818-1879) محترف شطرنج ألماني.

## النشأة
ولد أندرسن في 6 يوليو 1818 ببيرسالو وهي مدينة كانت تابعة لألمانيا واليوم هي في بولونيا تحت اسم وروكلاو.

## الشطرنج
بدأ يهتم فعليا بلعبة الشطرنج، بعد مباريات لابوردونيز وماكدونيل في 1834 حيث تم تحليل تلك المباريات ونشرها في كل أوروبا.
في سنة 1851 فاز في لندن بأول دوري عالمي كبير في التاريخ، حيث اعتبر بطلا للعالم، فقد فاز على كل من كايسريتزكي، زن، شتاونتون وفيفيل. وفي هذا الدوري جرت إحدى اروع المباريات والمسمات بالخالدة.
في السنة الموالية ببرلين يفوز اندرسن برائعة أخرى هي الشباب الدائم.
توفي أندرسن في 13 مارس 1879.

## روابط خارجية
- أدولف أندرسن على موقع مباريات الشطرنج (الإنجليزية)
- أدولف أندرسن على موقع 365Chess.com (الإنجليزية)
- أدولف أندرسن على موقع Chesstempo.com (الإنجليزية)